# Thomas Devaux
Thomas Devaux, né le 31 mars 1980 à Marcq-en-Barœul (Nord), est un photographe plasticien français. Il vit et travaille à Paris.
Thomas Devaux est l’auteur de plusieurs séries complexes où entrent en jeu tant les valeurs fondatrices que les évolutions actuelles de la photographie. Son travail photographique proche de la peinture et du dessin, lui permet de poursuivre sa recherche sur les thèmes du sacré et du profane, que l’on retrouve dès ses premiers travaux. 

## Biographie

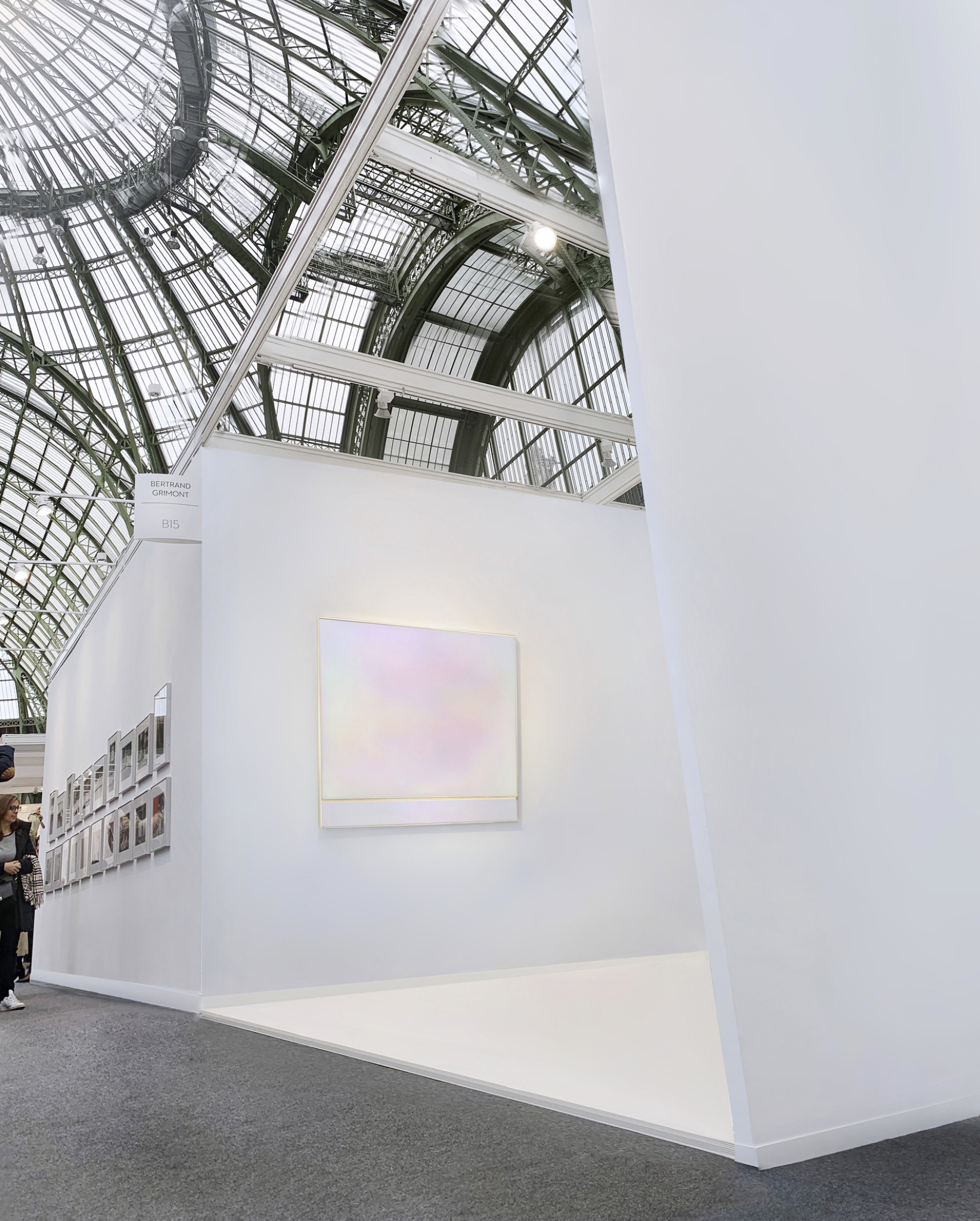
Grand Palais, Paris Photo 2019, Rayon 9.66

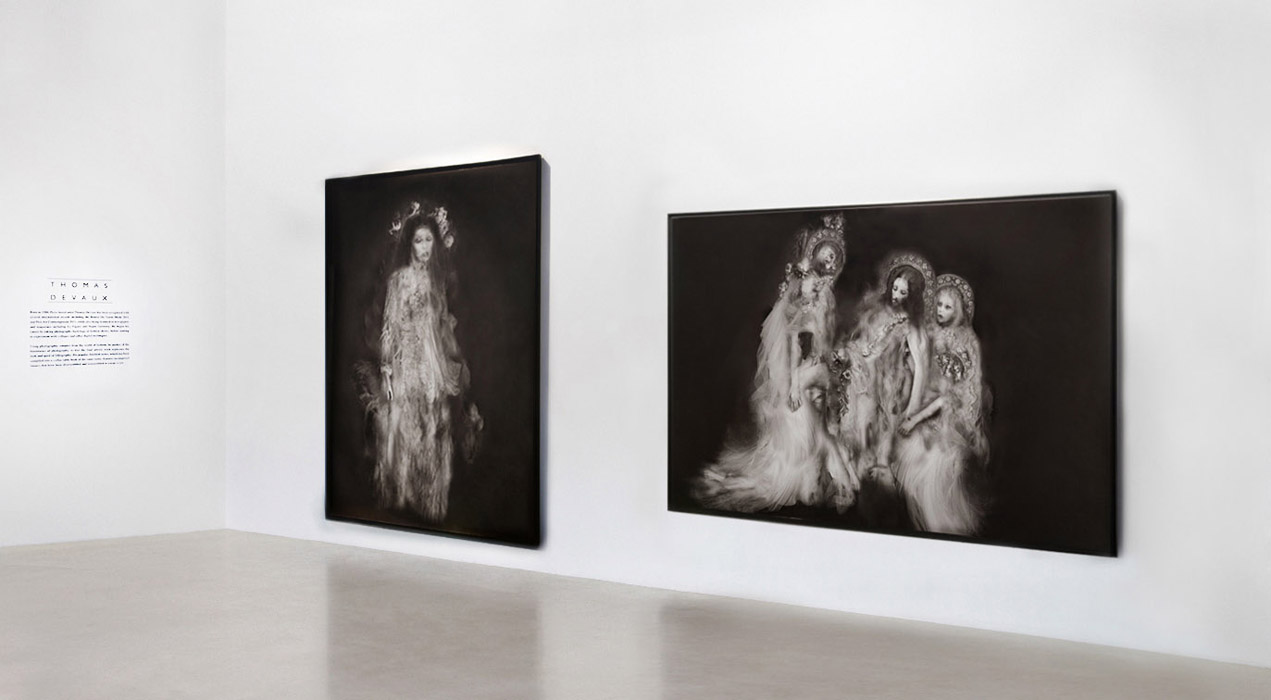
Exposition de Thomas Devaux à Hong Kong en 2013

Thomas Devaux s'intéresse très tôt à l’image. Il expérimente parallèlement à ses études de cinéma plusieurs supports tels que la photographie, le cinéma expérimental, la peinture, mais aussi le collage. Son travail actuel se situe entre la photographie et la peinture, et lui permet de poursuivre sa recherche sur les thèmes du sacré et du profane.
En janvier 2012, le cinéaste David Lynch expose les photos de Thomas Devaux lors de l'inauguration de son lieu parisien le Silencio.  Pour Le Figaro, « ses portraits de femmes saisis lors des vernissages ou de défilés de mode puis retravaillés en numérique, sont d'une grâce intemporelle qui dénonce avec élégance le caractère éphémère de la beauté. Des madones à se damner pour l'éternité. ». 
Fin 2012, quelques-unes de ses photographies entrent dans plusieurs collections, dont celle de la prestigieuse Bibliothèque nationale de France.
Son travail est ensuite exposé dans des galeries, musées et des foires d'art contemporain, dans de nombreux pays, dont la Corée, La Chine, les États-Unis, la France, la Belgique, la Russie, Hong Kong, à Taiwan, en Hollande et en Angleterre.        

Un documentaire de 25 minutes réalisé par Thomas Goupille (Cinq26) sur la série The Shoppers, est projeté en avant-première à la Maison européenne de la photographie (MEP).    

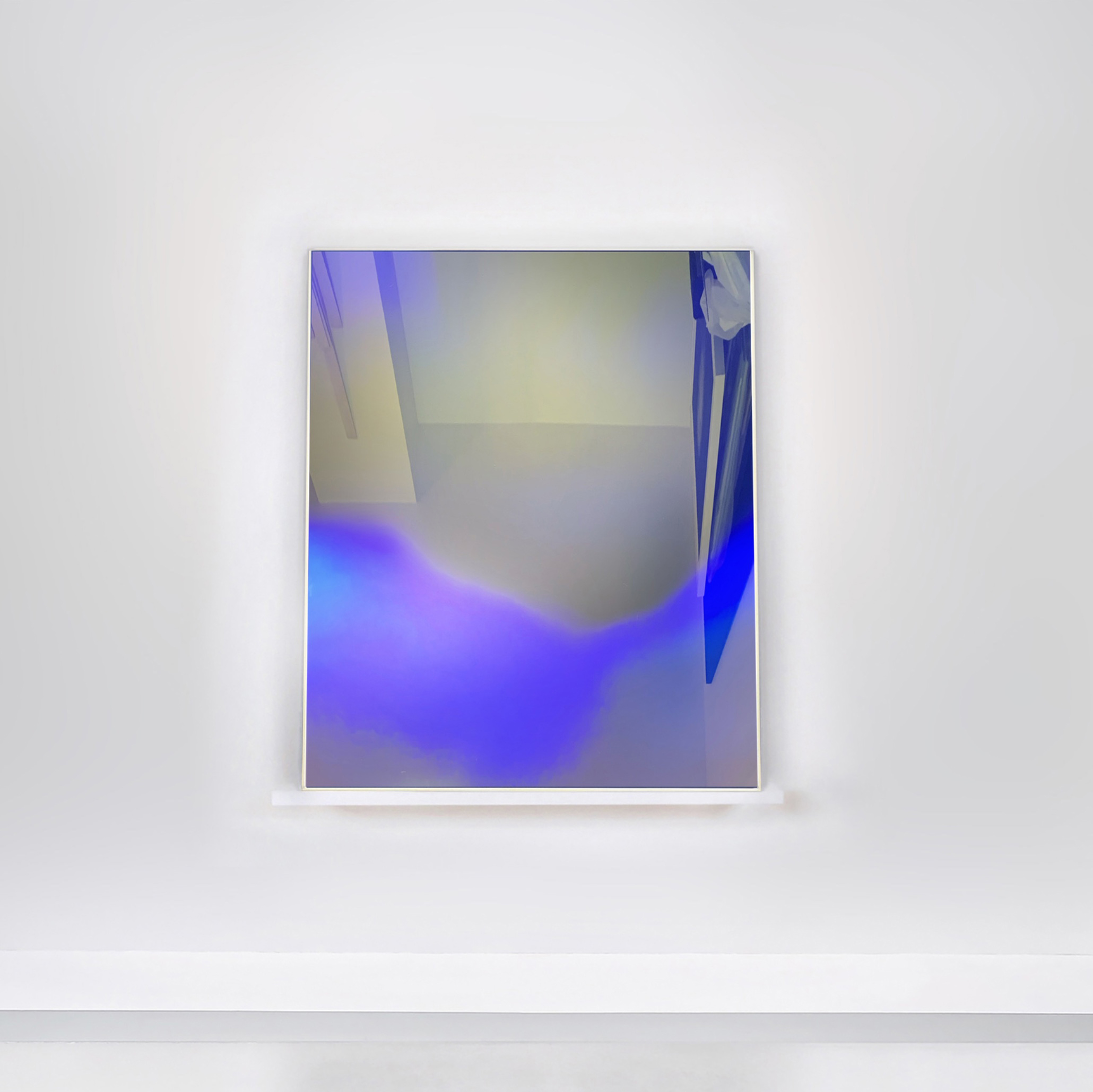
Grand Palais 2019, Paris Photo

## Sa démarche artistique
Thomas Devaux développe actuellement un ensemble intitulé Cet Obscur Objet du Désir, décliné en trois séries de photographies : The Shoppers, Rayons et Dichroics. Il y questionne les nouvelles transcendances du monde contemporain.
Dans The Shoppers, Thomas Devaux capte sur le vif les visages de clients de supermarché au moment du règlement en caisse. Dans Rayons, il complète sa vision critique de l’univers consommatoire en se réappropriant les codes de la peinture abstraite. La série réunit ainsi des photographies d’étals de supermarché, floutées jusqu’à obtenir de larges aplats de couleurs aux contours indécis, articulées entre elles dans un dégradé de lumière à l’effet contemplatif, le tout serti de fines baguettes dorées à la feuille d’or. Dans sa série Dichroics, réalisée en mêlant du verre dichroïque à des photographies, l’œuvre obéit cette fois-ci à une composition plus verticale et miroïque qui intègre le corps du spectateur en le fondant dans la couleur. La confrontation physique et formelle avec le regardeur révèle une part enfouie : celle du primitivisme magique que cristallise la forme-totem.
Cet Obscur Objet du Désir apparaît comme une fable plastique par laquelle le public peut prendre conscience de sa propre consumation

## Quelques œuvres
- DICHROICS (2019-2024)
- RAYONS (2016-2024)
- THE SHOPPERS (2014-2017)
- RELIQUARIES (2016)
- ATTRITION II (2011-2017)
- (2009-2017)
- TEARING (2005-2012)

## Expositions

### Expositions collectives
- Solo Show, La Patinoire Royale , April- May, 2024, Brussels, Belgium
- Duo Show, PhotoFair, from 25 till 28 April 2024, Shanghai, China
- Group Show, Art Paris  2024, (Galerie Cedric Bacqueville Lille, Pays-Bas)
- Solo Show, Art Central Hong Kong,  28 till 31 March, 2024
- Group Show, BRAFA  2024, (La Patinoire Royale, Belgium), from January 28 to  February 4,
- Duo show, PARIS PHOTO  2023, (Galerie Cedric Bacqueville Lille, Pays-Bas), 9 till 12 November, Grand Palais Ephémère.
- Solo Show,  OFFSCREEN, La Patinoire Royale, Paris, 18 till 22 October, 2023
- Solo Show, KIAF Seoul (Off Frieze Seoul), 6 till 9 September, 2023, Seoul, Korea
- Group Show, Art Taipei, 2023, Taiwan
- Group Show, Luxembourg Art Week, La Patinoire Royale, 2023, Luxembourg
- Group Show, june, Daegu, 2023, Korea
- CENTRE POMPIDOU, Launch party and signing of the monograph "Cet Obscur Objet du Désir", April 15, 2023, Paris
- Solo Show, PhotoFair, from 20 till 23 April, Shanghai, China
- Group Show, from 30 march to till 2 April, Busan, 2023, Korea
- Group Show, Art Paris  2023, (Galerie Cedric Bacqueville Lille, Pays-Bas)
- Group Show, Art Rotterdam  2023, (Galerie Cedric Bacqueville Lille, Pays-Bas)
- Group Show, BRAFA  2023, (La Patinoire Royale, Belgium), from January 29 to  February 5
- Group Show, Art 021, from 10 till 13 November 2022, Shanghai, China
- Solo Show, Art Taipei, from 21 till 24 October 2022, Taipei, Taiwan
- Solo Show, Louis Vuitton St- Germain-des-prés, Paris, Parcours St Germain + Photo days, off Paris + by Art Basel  2022  from 17  till 31  October, France (Galerie Cedric Bacqueville Lille, Pays-Bas)
- Group Show, Genius Loci, from 15 till 23 October 2022, Paris (Galerie Cedric Bacqueville Lille, Pays-Bas)
- Solo Show, Art Paris, 2022  from 7  till 10  April, France, Booth B01 (Galerie Cedric Bacqueville Lille, Pays-Bas)
- Group Show, Art Rotterdam  2022,  from 19 till 22 May,  Holland, France (Galerie Cedric Bacqueville Lille, Pays-Bas)
- Group Show, January, February 2022, New York, USA
- Group Show, January 2022, Taipei, Taiwan
- Group Show,  Paradis Artificiels, from November till December  2021, Galerie Bacqueville
- Group Show, December 2021, Taipei, Taiwan
- Solo Show PhotoFair, from 3 till 6 November, Shanghai, China
- Group Show,  Galerie Bertrand Grimont , from  October till November 2021, Paris.
- Group Show,  "Divines", December 2021, Macadam Gallery, Bruxelles.
- Group Show, Luxembourg Art Week, November 2021, Macadam Gallery, Luxembourg
- Group Show, September 2021, Taipei, Taiwan
- Group Show, Nuit Blanche Mayenne, October 2021 (Le Kiosque, Centre D'art Contemporain)
- Group Show, Unseen  2021  from 17 till 19 September,  Amsterdam, France (Galerie Cedric Bacqueville Lille, Pays-Bas)
- Group Show, Paris Design Week, from 9 till 18th September 2021, Galerie Bertrand Grimont , Paris.
- Group Show, Art Paris, 2021  from 9  till 12  September,  Grand Palais
- Solo Show, Approche, from 26 till 30 May 2021, Galerie Bertrand Grimont , Paris.
- Duo Show from 28 April till  May 2021, Macadam Gallery, Brussels.
- Solo Show, from 10 till 31 October 2020, Centre Photographique de Clermont Ferrand, France, Biennale de la Photo Nicephore.
- "Faux Semblants" Galerie Bacqueville, du 1er octobre au 14 novembre 2020, Lille
- Group Show, Art Paris, (Grand Palais, Paris)  from 28th till  31 May 2020, Galerie Cedric Bacqueville, France.
- Group Show, Paris Photo  2019  from 7th till 10th November, Galerie Bertrand Grimont, Grand Palais Paris, France.
- Solo Show, July & August 2019, Musée Charles Péguy, Orléans, France.
- Group Show, "Immaterialité" Espace Topographie de l'Art, Paris , from 7 September till 9 November  2019, Galerie Bertrand Grimont
- Solo Show, from 14 June till 30 June 2019, Macadam Gallery, Brussels.
- Group Show, Photo London,  2019  from 16th till 19th May, Galerie Cédric Bacqueville, Somerset House, London.
- Solo Show, from 31 January till 10 March 2019, Galerie Cédric Bacqueville, Lille, France.
- Group Show, Paris Photo, (Grand Palais, Paris)  from 8th till 11 November 2018, Galerie Bertrand Grimont, France.
- Group Show, International Interior Design Exhibition, November 2018, Macadam Gallery, Brussels Belgium.
- Group Show, ("YIA" Paris), from 18th till 21th October 2018, Galerie Cédric Bacqueville, France.
- Group Show, from November to December 2018 "Biennale de l'Image Tangible" (Paris)
- Solo Show, from 10 May till 16 June 2017, Galerie Bertrand Grimont, Paris France.
- Group Show, Art Paris, (Grand Palais, Paris)  from 5th till 8 April 2018, Galerie Cedric Bacqueville, France.
- Group Show, Lille Art Up, (Grand Palais, Lille), from 15th till 18th February 2018, Galerie Bacqueville, France.
- Group Show, from December 2017 to February 2018, Macadam Gallery, Brussels Belgium.
- Group Show, ("YIA" Paris), from 19th till 22th October 2017, Galerie Cédric Bacqueville, France.
- Group Show, from June to September 2017, Macadam Gallery, Brussels Belgium.
- Conference Skema Lille, September 2017 France.
- Solo Show, from 23 February to April 2017, Galerie Bacqueville, Lille France.
- Group Show, Divine Décadence au Musée Van Gaasbeek d'avril à juillet 2016 (Belgique) (exposition avec Jan Fabre, Joel Peter Witkin, De Bruyckere Berlinde, Gustave Moreau, Kees Von Dongen, Erwin Olaf...)
- Group Show, YIA (Young international Artists ArtFair) au Carreau du Temple Paris du 23 au 25 octobre 2015 (Galerie Rivière Faiveley)
- Maison européenne de la photographie (MEP) Paris 15 avril, projection et débat autour du documentaire Work in Progress: The Shoppers réalisé par Cinq26
- Group Show, Art Paris au Grand Palais du 26 au 29 mars (Galerie Rivière Faiveley)
- Conférence lors des "Grandes Conférences" en novembre 2015 : Salon de la photo de Paris, France
- Piasa Paris "Art is Hope", du 3 au 7 décembre 2014, France
- Mois de la photographie off Atelier Tozf Paris du 7 au 23 novembre 2014
- Biennale de photographie de Liège (Musée des Beaux Arts de Liège : BAL) du 15 mars au 25 mai 2014
- Conférence (Attrition II) le 4 avril 2014 : Musée des beaux-arts d'Angoulême (France).
- The Off (Foire d’art contemporain off "d'Art Brussels"), Galerie Macadam du 25 au 28 avril 2014
- Group Show, Lille Arttup (Foire d’art contemporain, Lille), Galerie Bacqueville 2014
- Exposition Galerie Bacqueville (Lille), septembre, octobre, novembre, 2014
- Rencontres Internationales de la Photographie 2013 (Arles France: Théâtre Antique)
- Los Angeles MOPLA (Mois de la photographie Los Angeles) : Pro'jekt L.A. (Projection: avril 2013).
- Exposition Le Christ dans la photographie contemporaine, Strasbourg 2013
- Group Show, Lille Artfair (Foire d’art contemporain, Lille), Galerie Bacqueville 2013
- Solo Show, Ulsan International Photography Festival (KOREA) 2012
- Group Show, Slick (Foire d’art contemporain, off de la Fiac) Paris, série Attrition 2012
- Solo Show, Salon de la photo de Paris 2012, série Usures 2012
- Solo Show, Bibliothèque nationale de France (BNF), série Attrition 2012
- Group Show, Lille Artfair (Foire d’art contemporain, Lille), Galerie Bacqueville 2012
- Galerie Bacqueville (Lille), Thomas Devaux/Sabine Pigalle, série Attrition 2012
- Group Show, Cutlog (Foire d’art contemporain, off de la Fiac) Paris, séries Attrition I & Attrition II  2011
- Projet 24H (Paris Photo) projeté  au "Photo Off Fair"  (off de Paris Photo) 2011

## Prix et nominations
- Lauréat de la Bourse du Talent #46 (2011)
- Nommé au Prix Arte/Cutlog Art contemporain 2011
- « Coup de Cœur  Photo », L’Express Style 2011
- Lauréat du prix "SFW Artists Award" 2014